# Литтре, Эмиль
Эми́ль Литтре́ , полное имя Эми́ль Максимилье́н Поль Литтре́ (фр. Émile Maximilien Paul Littré; 1 февраля 1801[…], бывш. 11-й округ — 2 июня 1881[…], улица Асса, VI округ Парижа) — французский философ-позитивист, историк, филолог и лексикограф, наиболее энциклопедичный из всех французских учёных после Дидро; составитель знаменитого «Словаря французского языка» (Dictionnaire de la langue française), более известного как «Словарь Литтре» (Dictionnaire Littré).

## Биография
Сын морского артиллериста, большого вольнодумца, окончил курс медицинской школы, но, оставшись после смерти отца опорой семьи, стал для приобретения средств к жизни давать уроки латинского и греческого языков.
Во время июльской революции 1830 г. сражался на баррикадах. Был сотрудником «Le National» Карреля и «Revue des Deux Mondes». Издание первого тома сочинений Гиппократа (1839) сразу создало Литтре репутацию первоклассного ученого; в том же году он был избран членом Академии надписей. В это же время он познакомился с тpyдами Огюста Конта, чтение которых, по собственному его признанию, составило «поворотный пункт в его жизни».
Он сблизился с Контом, решил популяризировать его идеи в целом ряде статей, а в то же время продолжил издание Гиппократа (до 1862 г), издал «Historia naturalis» Плиния, после 1844 г. заменил Фориеля в комитете по изданию «Histoire littéraire de la France». Во время революции 1848 г. он боролся против крайних партий. Его статьи, за это время помещенные в «National», были им собраны и изданы в 1852 г. под заглавием «Conservation, Révolution et Positivisme». В последние годы жизни Конта Литтре несколько отдалился от Конта, не разделяя его новых взглядов.
После смерти Конта Литтре изложил свой взгляд на позитивизм в «Paroles de Philosophie Positive» (1859) и более подробно в «Auguste Comte et la Philosophie positive» (1863). Здесь он выводит идеи Конта из учений Тюрго, Кантa и Сен-Симона и делает оценку его философии. Метод Конта Литтре горячо защищает от нападок Джона Стюарта Милля, но скептически относится к его «религии человечества».
С 1867 г. Литтре издавал вместе с Вырубовым журнал «Philosophie positive». С 1863 г. Литтре занялся составлением большого словаря французского языка, помогал ему в этом Марсель Бернар Жюльен. В том же году он выставил свою кандидатуру во французскую академию, но был отвергнут, так как слыл за главу французских материалистов. После падения империи он по приглашению Гамбетты читал лекции по истории в Бордо. В декабре 1871 г. Литтре был избран членом Французской академии, несмотря на усиленную оппозицию Дюпанлу.
Словарь Литтре был закончен в 1873 г. Избранный пожизненным сенатором, Литтре написал несколько статей в защиту республики. В 1879 г. он перепечатал свою книгу «Conservation, Révolution et Positivisme», приложив к ней категорическое отречение от многих доктрин Конта, и издал небольшой трактат «Pour la dernière fois», в котором выражал свою неуклонную верность материализму.
Когда стало ясным, что старику Литтре осталось жить недолго, жена и дочь его, ревностные католички, приложили все старания, чтобы обратить его в свою религию. Литтре имел долгие свидания с патером Мильерио, знаменитым контроверсистом; но представляется весьма невероятным, чтобы Литтре на самом деле изменил свой образ мыслей. Похороны его были совершены по католическому обряду.

## Творческая деятельность
Как философ, Литтре развил и популяризировал идеи Конта и был основателем особого направления в позитивизме; как лексикографа, его сравнивали с Сам. Джонсоном, но словарь его настолько превосходит словарь Джонсона, насколько филологическая наука XIX в. превосходит науку XVIII ст.
Как писатель по разнообразнейшим вопросам, он занимал до начала XX в. видное место между современными французскими учёными и публицистами.
Важнейшие из многочисленных его книг и статей, кроме упомянутых выше:
- по филологии — «Histoire de la langue française» (1862);
- по медицине — новое издание «Dictionnaire de médecine, de chirurgie etc.» П. Ю. Нистена (1855);
- по философии:
  - «Analyse raisonnée du cours de philosophie positive de Mr. A. Comte» (1845),
  - «Application de la Philosophie positive au Gouvernement» (1849),
  - «La Science au point de vue philosophique» (1873),
  - «Fragments de philosophie et de sociologie contemporaine» (1876) и др.;
- смешанного содержания:
  - «Études et Glanures» (1880),
  - «La Vérité sur la mort d’Alexandre le Grand» (1865),
  - «Études sur les barbares et le moyen-âge» (1867),
  - «Médecine et Médicins» (1871, есть рус. пер.),
  - «Littérature et Histoire» (1875),
  - «De rétablissement de la troisième ré publique» (1880).

Кроме того, он перевёл с немецкого языка «Жизнь Иисуса» Д. Ф. Штрауса (1839-40), издал с примечаниями сочинения Армана Карреля (1854-58) и полное собрание сочинений Конта (с 1867 г.). На русский язык переведен ряд его статей под заглавием «Аббатство, Монахи и Варвары на Западе. Падение Римской Империи» (Киев, 1889).

### Список произведений
- Медицина и медики = Médecine et Médicins. — СПб.: Тип. Ф. С. Сущинского, 1873. — VIII, 388 с. — 2,000 экз.